# Bibliothèque internationale
Bibliothèque internationale est une collection française de livres pour la jeunesse créée en 1968 par les éditions Fernand Nathan. Elle est dirigée par Isabelle Jan. 
Le propos de cette collection était de faire connaître des romans de jeunesse du monde entier.

## Genèse
Spécialiste de la littérature pour enfants, Isabelle Jan conçoit la collection en 1967. Elle publie en 1969 Essai sur la littérature enfantine aux Éditions ouvrières.
La « Bibliothèque internationale » est considérée comme ayant eu en France un impact historique dans le monde éditorial pour la jeunesse :
« C'est Isabelle Jan qui introduit la vraie novation, celle des écritures, en créant en 1968 la collection « Bibliothèque internationale » chez Nathan. »
Henriette Bichonnier prend le relais de la direction. Après avoir publié plusieurs classiques contemporains traduits de plusieurs langues, la collection s'arrête en 1993.

## Titres publiés sous la direction d'Isabelle Jan
1968
- Eilís Dillon, L'Île des chevaux (The Island of Horses, 1956)   (ISBN 2-09-289634-2)
- Anne Barrett, Martin et le visage de pierre (Songberd's Grove, 1957)  (ISBN 2-09-289650-4)
- Annie M.G. Schmidt, Monsieur Ouiplala (Wiplala, 1957)  (ISBN 2-09-289652-0)
- Tove Jansson, Moumine le troll (Trollkarlens hatt, 1948)  (ISBN 2-09-289654-7)
- Lioubov Voronkova, La Petite Fille de la ville (Dievotchka iz goroda, 1943)  (ISBN 2-09-289662-8)
- Laura Ingalls Wilder, La Petite Maison dans les grands bois (Little House in the Big Woods, 1932)  (ISBN 2-09-289666-0)

1969
- Emily Neville, C'est la vie, mon vieux chat (It's Like This, Cat, 1963)   (ISBN 2-09-289610-5)
- James Krüss, Le Chasseur d'étoiles et autres histoires (Der Leuchtturm auf den Hummerklippen, 1956)  (ISBN 2-09-289611-3)
- Philippa Pearce, Tom et le Jardin de minuit (Tom's Midnight Garden, 1958)  (ISBN 2-09-289678-4)
- Harry Kullman, Le Voyage secret (Hemlig resa, 1953)  (ISBN 2-09-289686-5)

1970
- Elizabeth Enright, Le Club du samedi (The Saturdays, 1941)  (ISBN 2-09-289613-X)
- Marcelle Lerme-Walter, Les Voyageurs sans souci  (ISBN 2-09-289687-3)

1971
- Ana María Matute, Nin, Paulina et les lumières dans la montagne (Paulina, el mundo y las estrellas, 1956)  (ISBN 2-09-289668-7)
- Tomiko Inui, Le Secret du verre bleu (Kokage no ie no kobito-tachi, 1959)  (ISBN 2-09-289674-1)

1972
- Tove Jansson, Un hiver dans la vallée de Moumine (Trollvinter, 1957)  (ISBN 2-09-289630-X)

1973
- Rumer Godden, Une maison de poupées (The Doll's House, 1947)  (ISBN 2-09-289651-2)
- Antonieta Dias de Moraes, Trois garçons en Amazonie (Três garotos na Amazônia, 1976)  (ISBN 2-09-289679-2)

1975
- Andrée-Paule Fournier, Le Merle et moi  (ISBN 2-09-289649-0)
- Antonieta Dias de Moraes, Tonico et le secret d'État (Tonico e o segredo de estado, 1975)  (ISBN 2-09-289676-8)
- Catherine Storr, Catchpole Story. L'incroyable Aventure des enfants Catchpole (Catchpole Story, 1965)  (ISBN 2-09-289680-6)

1976
- Penelope Lively, Le Fantôme de Thomas Kempe (The Ghost of Thomas Kempe, 1973)  (ISBN 2-09-289681-4)
- George Selden, Un grillon à New York (The Cricket in Times Square, 1960)  (ISBN 2-09-289682-2)

1977
- Philippa Pearce, Un chien tout petit (A Dog So Small, 1962)  (ISBN 2-09-289614-8)
- François Sautereau, Un trou dans le grillage  (ISBN 2-09-289677-6)

1978
- Cesare Zavattini, Toto (Totò il buono, 1943)  (ISBN 2-09-289615-6)
- Astrid Lindgren, Rasmus et le vagabond (Rasmus på luffen, 1956)  (ISBN 2-09-289684-9)

1979
- Hubert Monteilhet, Un métier de fantôme  (ISBN 2-09-289653-9)
- François Sautereau, Train M  (ISBN 2-09-289670-9)
- Mary Rodgers, Un vendredi dingue, dingue, dingue (Freaky Friday,  1972)  (ISBN 2-09-289688-1)
- Betsy Byars, Souriceau et la grande terreur (The Eighteenth Emergency, 1973)  (ISBN 2-09-289689-X)

1980
- Colette Vivier, L'Étoile polaire (1953)  (ISBN 2-09-289690-3)
- Carl Sandburg, Histoires rutabaga (Rootabaga Stories, 1920)  (ISBN 2-09-289691-1)
- Louise Fitzhugh, Harriet l'espionne (Harriet the Spy, 1967)  (ISBN 2-09-289692-X)
- Otfried Preussler, Le Brigand Briquambroque (Der Raüber Hotzenplotz, 1962)  (ISBN 2-09-289693-8)
- Tove Jansson, L'Été dramatique de Moumine (Farlig midsommar, 1954)  (ISBN 2-09-289694-6)

1981
- George Selden, Un grillon à la campagne (Tucker's Countryside, 1969)  (ISBN 2-09-289695-4)
- Zhang Tianyi, Petit Lin et Grand Lin (Da Lin he Xiao Lin, 1933)  (ISBN 2-09-289696-2)
- Marta Tomaszewska Zorro, mets tes lunettes (Zorro, załż okulary !, 1969)  (ISBN 2-09-289697-0)

1982
- Tove Jansson, Les Mémoires de Papa Moumine (Muminpappans memoarer, 1968)  (ISBN 2-09-289698-9)

1983
- James Krüss, Florentine (1961)  (ISBN 2-09-289648-2)
- María Elena Walsh, Daïlan Kifki, l'éléphant volant (Dailan Kifki, 1966)  (ISBN 2-09-289699-7)

1984
- Michael Bond, Samedi descend du ciel (Here Comes Thursday, 1966)  (ISBN 2-09-289609-1)
- Abanindranath Tagore, La Poupée de fromage (Ksheerer Putul, 1896)  (ISBN 2-09-289647-4)

1985
- Tove Jansson, Papa Moumine et la mer (Pappan och havet, 1965)  (ISBN 2-09-289631-8)

## Titres publiés sous la direction d'Henriette Bichonnier
1990
- Josefine Ottesen, Le Pays interdit (Eventyret om Fjeren og Rosen, 1986)  (ISBN 2-09-240280-3)
- Gila Amalgor, L'Été d'Aviya (Haqayiṣ šel ʾAbiyah, 1985)  (ISBN 2-09-240281-1)
- Dick King-Smith, Le Chevalier désastreux (Tumbleweed, 1987)  (ISBN 2-09-240282-X)
- Ivan Kušan, À nous deux Koko (Ljubav ili smrt, 1987)  (ISBN 2-09-240283-8)
- Kalliópi A. Sfaéllou, Pour son père (Gia ton patéra, 1982)  (ISBN 2-09-240284-6)
- Inge Obermayer, Georgie pot-de-colle (Georgie, 1989)  (ISBN 2-09-240285-4)
- Sybille Durian, L'Étrange monsieur Käferstein (Der sonderbare Herr Käferstein, 1988)  (ISBN 2-09-240290-0)
- Beatrice Solinas Donghi, Le Prince des îles lointaines (La gran fiaba intrecciata, 1972)  (ISBN 2-09-240299-4)

1991
- Nikolai Atarov, Le Cheval de Redka Kostyria (A ia lioubliou lochad', 1970)  (ISBN 2-09-240286-2)
- Irina Korschunow, Les Petits Hommes aux cheveux verts (Die Wawuschels mit den grünen Haare, 1967)  (ISBN 2-09-240287-0)
- Penelope Delta, Toinon l'espiègle (O Treladónis, 1932)  (ISBN 2-09-240289-7)
- Hermína Franková, Le Garçon du lac (Kluk od vody, 1987)  (ISBN 2-09-240295-1)
- Philip Pullman, Jacob superstar (How to Be Cool, 1987)  (ISBN 2-09-240296-X)
- Georgi Konstantinov, Toufo, le chat pirate (Tufo, rizhiiat pirat, 1980)  (ISBN 2-09-240297-8)
- Mika Waltari, Le Chat chinois et autres contes (Kiinalainen kissa, 1932)  (ISBN 2-09-240330-3)
- Mieke van Hooft, Le Voleur de sacs (De Tasjesdief, 1989)  (ISBN 2-09-240331-1)
- Angela Nanetti, Les mémoires d'Adalbert (Le memorie di Adalberto, 1984)  (ISBN 2-09-240334-6)

1992
- Romain Slocombe, Le Bandit rouge  (ISBN 2-09-240313-3)
- Ivan Kušan, Koko le terrible (Strašni kauboj, 1982)  (ISBN 2-09-240332-X)
- Paul Biegel, Le Royaume de l'araignée (De zwarte weduwe, 1984)  (ISBN 2-09-240333-8)
- Irina Korschunow, Les Nouvelles Aventures des petits hommes aux cheveux verts (Neues von den Wawuschels mit den grünen Haare, 1969)  (ISBN 2-09-240340-0)

1993
- Samad Behrenghi, Olduz et la poupée (Qesse-hā-ye Behrang, 1977)  (ISBN 2-09-240303-6)
- Beatrice Solinas Donghi, La Fille de l'Empereur (La figlia dell'imperatore, 1990)  (ISBN 2-09-240320-6)
- Jill Steinberg, Polly et Pippa (Polly und Pippa, 1986)  (ISBN 2-09-240338-9)
- Elin Pelin, Jan Bibijan (1933)  (ISBN 2-09-240339-7)
- Geneviève Senger, L'Été de toutes les cerises  (ISBN 2-09-240341-9)